# يان فانستينكيست
يان فانستينكيست (17 فبراير 1993 في بلجيكا - ) هو لاعب كرة قدم بلجيكي في مركز الدفاع. شارك مع منتخب بلجيكا تحت 17 سنة لكرة القدم ومنتخب بلجيكا تحت 19 سنة لكرة القدم. أما مع النوادي، فقد لعب مع رويال أنتويرب ونادي كلوب بروج.

## وصلات خارجية
- يان فانستينكيست على موقع الاتحاد البلجيكي (الإنجليزية)
- يان فانستينكيست على موقع قاعدة بيانات كرة القدم.إي يو (الإنجليزية)
- يان فانستينكيست على موقع Soccerway.com (الإنجليزية)
- يان فانستينكيست على موقع عالم كرة القدم.نت (الإنجليزية)